# 12399 Bartolini
12399 Bartolini è un asteroide della fascia principale. Scoperto nel 1995, presenta un'orbita caratterizzata da un semiasse maggiore pari a 2,2953826 au e da un'eccentricità di 0,0531777, inclinata di 1,28714° rispetto all'eclittica.
L'asteroide è dedicato a Corrado Bartolini dell'Università di Bologna, uno dei primi ad aver identificato la controparte ottica di un gamma ray burst.